# فينسون ماسيف

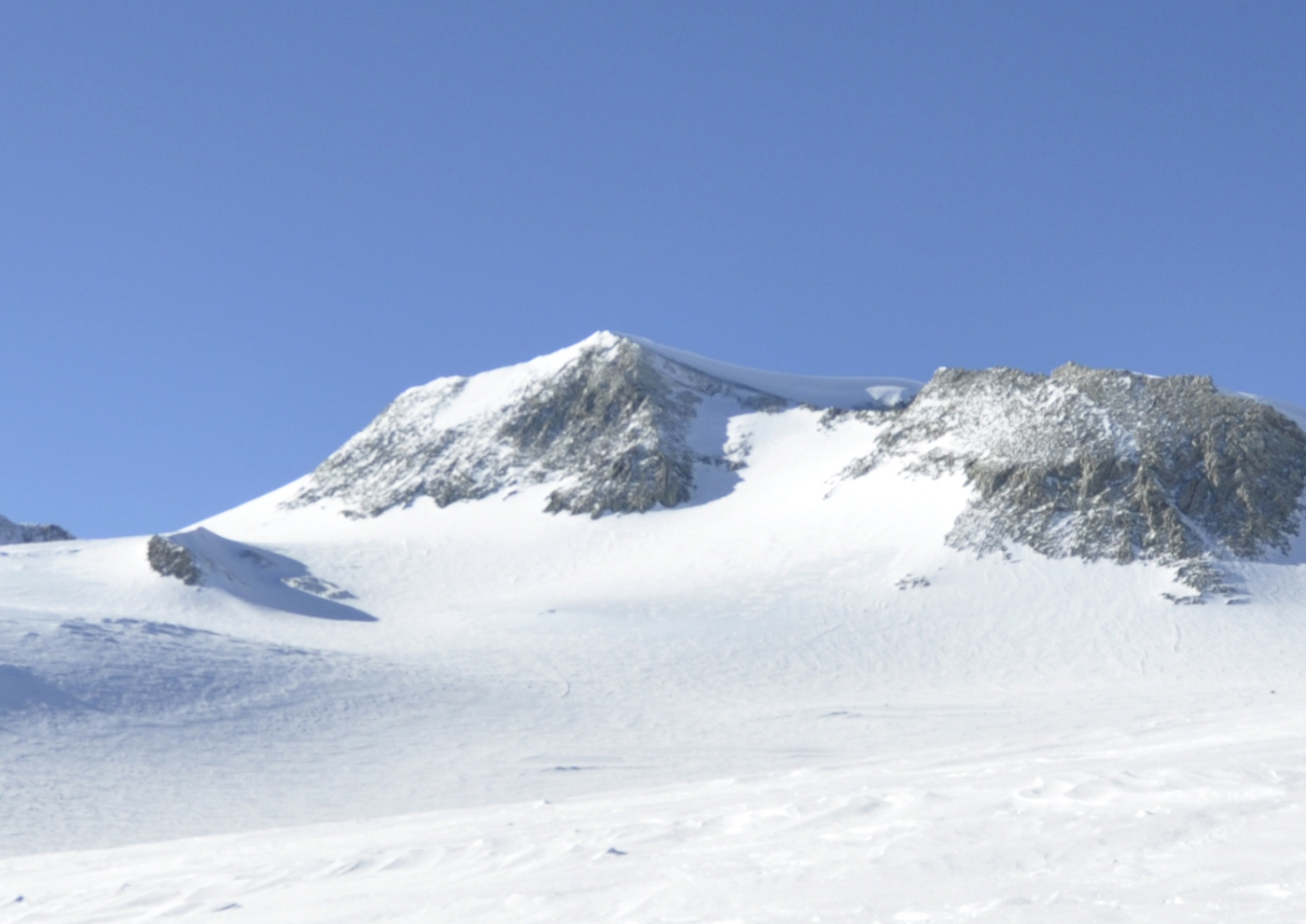
صورة لجبل فينسون

فينسون ماسيف (بالإنجليزية: Vinson Massif)‏ هو مُرتفع جبلي يقع في القطب الجنوبي المتجمد ويبلغ طوله 21 كلم (13 ميل) وعرضه 13 كلم (8.1 ميل) ويبلغ ارتفاعه 4,892 متر (16,050 قدم). يقع ضمن سلسلة جبال سينتينيل التي هي جزء من جبال إلسورث ويعتبر هذا الجبل هو الأعلى في القارة القطبية الجنوبية وأحد القمم السبعة في العالم. 
اكتشف الجبل في يناير 1958 من قبل طائرات البحرية الأمريكية، وفي عام 1961 ، تم تسمية الجبل من قبل اللجنة الاستشارية لأسماء القارة القطبية الجنوبية وسمي على اسم كارل فينسون عضو الكونجرس الأمريكي عن ولاية جورجيا لدعمه حملات استكشاف القطب الجنوبي.
تم تسلق الجبل لأول مرة سنة 1966 من قبل فريق أمريكي بقيادة نيكولاس كلينش. وحتى فبراير 2010 ، حاول 1,400 متسلق الوصول إلى قمة الجبل.

## خلفيّة
يُعتبر فينسون ماسيف جبلًا كبيرًا في ماسيف في القارة القطبية الجنوبية حيث يبلغُ طوله 21 كيلومتر (13 ميل) ونحو 13 كيلومتر (8 ميل) واسعة وتقع ضمن سلسلة جبال إلسورث. يطل على رون آيس شيلف بالقرب من قاعدة شبه جزيرة أنتاركتيكا. تقع الكتلة الصخرية على 1,200 كيلومتر (750 ميل) من القطب الجنوبي. تم اكتشاف فينسون ماسيف في يناير 1958 بواسطة طائرات البحرية الأمريكية. في عام 1961، تم تسمية فينسون ماسيف من قبل اللجنة الاستشارية لأسماء القطب الجنوبي (US-ACAN)، بعد كارل جي فينسون، عضو الكونجرس الأمريكي من ولاية جورجيا، لدعمه لاستكشاف القطب الجنوبي. في 1 نوفمبر 2006، أعلنت اللجنة الاستشارية لأسماء القطب الجنوبي أن جبل فينسون وفينسون ماسيف كيانان منفصلان. يقع فينسون ماسيف ضمن المطالبة التشيلية بموجب نظام معاهدة أنتاركتيكا. جبل فينسون هو أعلى قمة في القارة القطبية الجنوبية، حيث يبلغ 4,892 متر (16,050 قدم). تقع في الجزء الشمالي من هضبة قمة فينسون ماسيف في الجزء الجنوبي من التلال الرئيسية لسلسلة سانتينال رانج حول2 كيلومتر (1.2 ميل) شمال هوليستر بيك. تم تسلقها لأول مرة في عام 1966 من قبل فريق أمريكي بقيادة نيكولاس كلينش. كانت رحلة استكشافية في عام 2001 هي أول من تسلق عبر الطريق الشرقي، وأخذت أيضًا قياسات جي بي إس لارتفاع القمة. اعتبارًا من فبراير 2010، حاول 1400 متسلق الوصول إلى قمة جبل فينسون.

## الجغرافية
فينسون ماسيف يمتد بين جودج وبرانسكومب الجليدي في الشمال الغربي، نيميتز الجليدية وجيلديا الجليدية في الجنوب الغربي والجنوب، وبالنسبة الي يظل القذافي الجليدية ولها رافد هينكلي الجليدية إلى الشرق. ينتهي الجزء الجنوبي الشرقي من الكتلة الصخرية عند هامر كول، الذي ينضم إليه في كرادوك ماسيف، والتي تكون أعلى نقطة فيها هي جبل روتفورد (4,477 متر (14,688 قدم)). تتألف الكتلة الصخرية من كل من هضبة فينسون المركزية المرتفعة مع قممها القليلة التي ترتفع إلى أكثر من 4,700 متر (15,400 قدم)، والعديد من التلال الجانبية تتجه في الغالب إلى الجنوب الغربي أو الشمال الشرقي من الهضبة. الارتفاع الحالي (4,892 متر (16,050 قدم)) من جبل فينسون من خلال مسح جي بي إس أجراه فريق مؤسسة أوميغا 2004 الذي يضم داميان جيلديا من أستراليا (زعيم) ورودريجو فيكا وكاميلو رادا من تشيلي. منذ عام 1998 وحتى عام 2007، وضعت مؤسسة أوميغا مستقبل جي بي إس على القمة لفترة زمنية مناسبة للحصول على قراءات دقيقة من الأقمار الصناعية.

## الجيولوجيا
تشكل الطبقات شديدة الانحدار والمعروفة باسم كراشيت جروب (بالإنجليزية: Crashsite Group)‏ في فينسون ماسيف. تتكون من 3,000 متر (9,800 قدم) من المياه الضحلة، ومعظمها من الأحجار الرملية البحرية، والسمرة ، والأخضر، والأحمر الكوارتز (الكوارتزيت) والأرجيليت. بترتيب تصاعدي، تنقسم مجموعة كراشيت جروب إلى تشكيل هاوارد نوناتاكس (1,630 متر (5,350 قدم))، وتشكيل جبل ليبتاك (1,070 متر (3,510 قدم))، وتشكيل ماونت وايت إيرب (300 متر (980 قدم)). تشكل الأسرة المقاومة للتآكل والمنحدرة بشدة من تشكيل جبل واييات إيرب قمة كتلة فينسون ماسيف، بما في ذلك جبل فينسون. تعد الطبقات شديدة الانحدار لمجموعة كراشيت جروب جزءًا من الطرف الغربي من خط التزامن رئيسي يشكل جوهر سلسلة سونتينيل داخل جبال إلسوورث. يحتوي تكوين ماونت وايت إيرب على أحافير ديفونية. تحتوي الأسرة الانتقالية في قاعدة مجموعة كراشيت جروب على ثلاثيات الفصوص الكامبري المتأخرة. ويتدخل الأجزاء السفلية من المجموعة كراشيت المحتمل أن تشمل اوردوفيكي والسيلورية.

## المناخ والأنهار الجليدية
يتم التحكم في المناخ على جبل فينسون بشكل عام بواسطة نظام الضغط العالي للغطاء الجليدي القطبي، مما يخلق ظروفًا مستقرة في الغالب ولكن، كما هو الحال في أي مناخ قطبي، فإن الرياح العاتية وتساقط الثلوج أمر محتمل. على الرغم من انخفاض معدل تساقط الثلوج السنوي على جبل فينسون، إلا أن الرياح العاتية يمكن أن تتسبب في تراكمات معسكرات القاعدة تصل إلى 46 سنتيمتر (18 بوصة) في عام. خلال موسم الصيف، من نوفمبر إلى يناير، هناك 24 ساعات من ضوء الشمس. بينما متوسط درجة الحرارة خلال هذه الأشهر −30 °م (−20 °ف) ، ستذيب الشمس الحادة الثلج على الأجسام المظلمة.
على مدى سنوات متتالية، تتراكم كمية الثلوج المحدودة التي تسقط على فينسون ماسيف وتتحول إلى جليد، وتشكل أنهارًا جليدية. تتبع هذه الأنهار الجليدية التضاريس وتتدفق إلى أسفل وديان الجبل. يحتل الجبل الجليدي الأعلى وادي جاكوبسن على الوجه الشمالي لجبل فينسون، ويتدفق إما إلى نهر برانسكومب الجليدي في الغرب أو نهر كروسويل الجليدي في الشرق. يتدفق نهر كروسويل الجليدي إلى تيار راتفورد الجليدي عبر نهر إيلين الجليدي. يتم تجفيف الوجه الجنوبي لجبل فينسون بواسطة نهر روشيه الجليدي، الذي يتدفق غربًا إلى نهر برانسكومب الجليدي، مع ترك الأخير فينسون ماسيف للانضمام إلى نهر نيميتز الجليدي.

## التاريخ
كان يُشتبه منذ فترة طويلة في وجود جبل عالٍ، يُعرف باسم «فينسون» مؤقتًا، في هذا الجزء من غرب القارة القطبية الجنوبية، لكنها لم تُشاهد فعليًا حتى يناير 1958، عندما رصدتها طائرة تابعة للبحرية الأمريكية من محطة بيرد. تم تسميته على اسم كارل فينسون، ممثل الولايات المتحدة من جورجيا الذي كان داعمًا رئيسيًا لتمويل أبحاث أنتاركتيكا. تم إنشاء القياس الأول لـ فينسون ماسيف في عام 1959 على ارتفاع 5,140 متر (16,864 قدم).

### الصعود الأول
في عام 1963، بدأت مجموعتان داخل نادي جبال الألب الأمريكي (AAC)، إحداهما بقيادة تشارلز دي هوليستر وصمويل سي سيلفرستين، ثم في نيويورك، والأخرى بقيادة بيتر شوينينغ من سياتل، واشنطن، في الضغط على مؤسسة العلوم لدعم رحلة استكشافية لتسلق جبل فينسون. اندمجت المجموعتان في ربيع عام 1966 بناءً على طلب من مؤسسة العلوم الوطنية وتم تجنيد نيكولاس كلينش من قبل مؤسسة العلوم الوطنية لقيادة الرحلات الاستكشافية المدمجة. تم تسمية البعثة رسميًا باسم البعثة الأمريكية لتسلق الجبال في أنتاركتيكا (AAME) 1966/67، وقد تمت رعاية البعثة من قبل AAC والجمعية الجغرافية الوطنية، وبدعم في هذا المجال من قبل البحرية الأمريكية ومكتب المؤسسة الوطنية للعلوم لبرامج أنتاركتيكا. شارك عشرة علماء ومتسلقي جبال في 1966/67. بالإضافة إلى كلينش، كانوا باري كوربيت، جون إيفانز (جامعة مينيسوتا)، إيتشي فوكوشيما (جامعة واشنطن، سياتل)، تشارلز هوليستر، دكتوراه. (جامعة كولومبيا) وويليام لونج (جامعة ألاسكا الميثودية) وبريان مارتس وبيتر شوينينغ وصمويل سيلفرشتاين (جامعة روكفلر) وريتشارد والستروم.
في الأشهر التي سبقت رحيلها إلى القارة القطبية الجنوبية، حظيت البعثة باهتمام كبير من الصحافة، ويرجع ذلك أساسًا إلى التقارير التي تفيد بأن وودرو ويلسون ساير كان يخطط للطيران في طائرة بايبر أباتشي يقودها ماكس كونراد، «الجد الطائر»، مع أربعة من رفاقه إلى الحارس نطاق لتسلق جبل فينسون. اشتهر ساير برحلاته التي تنطوي على مشاكل نتيجة لمحاولته غير المصرح بها وغير الناجحة والمميتة تقريبًا لتسلق جبل إيفرست من الشمال في عام 1962. أدى توغله غير المصرح به في التبت إلى قيام الصين بتقديم احتجاج رسمي إلى وزارة الخارجية الأمريكية. في النهاية، لم يتحقق السباق المزعوم لأن كونراد واجه صعوبات في طائرته. وفقًا للتقارير الصحفية، كان هو وساير لا يزالان في بوينس آيرس في اليوم الذي وصل فيه الأعضاء الأربعة الأوائل من 1966/67 إلى قمة جبل فينسون.
في ديسمبر 1966، نقلت البحرية البعثة وإمداداتها من كرايستشيرش، نيوزيلندا إلى القاعدة الأمريكية في ماكموردو ساوند، أنتاركتيكا، ومن هناك في لوكهيد سي-130 هيركوليز المجهزة بالتزلج إلى سلسلة سانتينيل. وصل جميع أعضاء البعثة إلى قمة جبل فينسون. تم تلخيص المجموعة الأولى المكونة من أربعة متسلقين في 18 ديسمبر 1966 وأربعة آخرين في 19 ديسمبر والأخيرة في 20 ديسمبر. في 17 أغسطس 2006، من ترشيح داميان جيلديا لمؤسسة أوميغا، وافقت الولايات المتحدة على تسمية القمم الفرعية جنوب جبل فينسون لأعضاء 1966/67، نيكولاس كلينش، باري كوربيت، إيتشي فوكوشيما، تشارلز هوليستر، بريان مارتس، صموئيل سيلفرشتاين وبيتر شوينينغ وريتشارد والستروم. تم تسمية قمم أخرى في سلسلة سانتينيل سابقًا باسم جون إيفانز وويليام لونج.

### الصعود في وقت لاحق

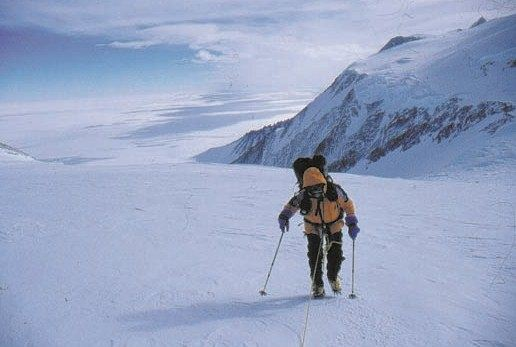
غافن باتي يصعد جبل فينسون عام 2000

لا يقدم تسلق فينسون سوى القليل من الصعوبات الفنية بخلاف مخاطر السفر المعتادة في القارة القطبية الجنوبية، وكواحد من القمم السبعة، فقد حظي باهتمام كبير من المتسلقين الممولين جيدًا في السنوات الأخيرة. تقدم شركات الإرشاد المتعددة رحلات استكشافية موجهة إلى جبل فينسون، بتكلفة نموذجية تبلغ حوالي 30,000 دولار للشخص الواحد، بما في ذلك النقل إلى القارة القطبية الجنوبية من تشيلي.

### أول صعود من الجانب الشرقي
في حين أن الغالبية العظمى من عمليات التسلق السابقة للقمة قد استخدمت الجانب الغربي من الكتلة الصخرية من نهر برانسكومب الجليدي، فقد تم الانتهاء بنجاح من الصعود الأول من الجانب الشرقي من قبل فريق مكون من ثمانية أشخاص برعاية نوفا في يناير 2001. تألف الفريق من:
- كونراد أنكر - قائد الحملة
- جون كراكور - متسلق الجبال والمؤلف
- ديف هان - مرشد جبل مع 34 صعودًا، بما في ذلك الصعود إلى جبل جاردنر وشين.
- أندرو ماكلين - متزلج شديد
- دان ستون - عالم الجليد
- ليسل كلارك - منتج
- جون ارمسترونج - مصور
- روب راكر - مساعد مصور وتسجيل صوتي

لم يقم الفريق بالصعود الأول من الجانب الشرقي فحسب، بل أجرى أيضًا بحثًا علميًا حول تراكم الثلوج على ارتفاعات مختلفة بالإضافة إلى أخذ أول قراءة نظام التموضع العالمي أرضية من القمة. أعطت قراءة نظام التموضع العالمي ارتفاع أعلى نقطة في القارة القطبية الجنوبية بمقدار 16,077 قدم (4,900 م)، متجاوزًا الارتفاعات المحددة سابقًا المسجلة في عامي 1959 و1979. الأول الآخر هو الهبوط الناجح لطائرة دي هافيلاند كندا دي إتش سي 6 توين أوتر على أعالي نهر داتر الجليدي على المنحدرات الشرقية لجبل فينسون. أطلقت نوفا على الإنتاج اسم جبل الجليد (بالإنجليزية: Mountain of Ice)‏، والذي تم بثه لأول مرة على بي بي إس في فبراير 2003.

## خرائط
- فينسون ماسيف. مقياس 1: 250000 خريطة طبوغرافية. ريستون، فيرجينيا: هيئة المسح الجيولوجي الأمريكية، 1988.
- جيلديا وسي رادا. ماسيف فينسون وسلسلة الحارس. مقياس رسم 1: 50000 خريطة طبوغرافية. مؤسسة أوميغا، 2007.
- قاعدة البيانات الرقمية للقطب الجنوبي (ADD). مقياس 1: 250000 خريطة طبوغرافية لأنتاركتيكا. اللجنة العلمية لأبحاث القطب الجنوبي (SCAR). منذ عام 1993، يتم تحديثها بانتظام.

## روابط خارجية
- ماسيف فينسون. حلم المستكشفين